# Тайбарей, Иван Федотович
Иван Федотович Тайбарей (1908—1941) — советский государственный деятель. Председатель Окрисполкома Ненецкого национального округа (1936—1938).

## Биография
Родился 10 марта 1908 года в Большеземельской тундре в семье оленевода. В 1913 году переехал с семьёй в деревню Пустозерск, работал пастухом. С января 1927 года — кандидат в члены исполкома Тельвисочного самоедского районного Совета, с августа 1928 года — председатель Юшарского тундрового Совета, с октября 1929 года — председатель Большеземельского РИКа. В 1931 году принят в члены ВКП(б). С апреля 1932 года — инструктор ОК ВКП(б). В октябре 1936 года на VI чрезвычайном съезде окружного Совета избран председателем Ненецкого ОИКа. С 1931 года — член пленума Северного краевого исполкома. В 1933 году фольклорист Вячеслав Тонков записал у Тайбарея несколько эпических сказаний, которые позднее вошли в сборник «Ненецкие сказки». 
В 1936 году Тайбарей — делегат VIII чрезвычайного Всесоюзного съезда Советов, на котором выступал с речью о хозяйственном и культурном строительстве в Ненецком округе, внес предложение в проект Конституции, в частности о предоставлении ненцам права служить в РККА. Это предложение было принято осенью в 1939 году. В августе 1939 года осуждён Архангельским областным судом как «враг народа», приговорён к 20 годам лишения свободы. Погиб в 1941 году в лагере. В 1974 году Президиум Верховного Суда РСФСР отменил приговор за отсутствием состава преступления. Реабилитирован.